# دارکوب‌های سبززرین
دارکوب‌های سبززرین (نام علمی: Piculus) یک سرده از پرندگان خانوادهٔ دارکوبان است که در آمریکای مرکزی و جنوبی یافت می‌شود.
این سرده توسط طبیعت‌شناس آلمانی یوهان باپتیست فون اشپیکس در سال ۱۸۲۴ معرفی شد. گونه نماد متعاقباً توسط پرنده‌شناس آمریکایی هری سی اوبرهولسر در سال ۱۹۲۳ به عنوان دارکوب سبززرین Piculus chrysochloros) تعیین شد. نام عمومی کلمه لاتین Picus به معنای دارکوب است.
این سرده هفت گونه دارد.